# Marcella Lucidi
Pour les articles homonymes, voir Lucidi.
Marcella Lucidi, née à Rome le 17 décembre 1963, est une femme politique italienne, membre du Parti démocrate, députée, sous-secrétaire d'État de 2006 à 2008 dans le Gouvernement Prodi II.

## Biographie
Marcella Lucidi est diplômée en droit, et devient avocate. Elle participe d'abord à l'Action catholique italienne, puis adhère au parti politique des Chrétiens sociaux.
Elle est élue députée en 1996, sous l'étiquette des Chrétiens sociaux, avec lesquels elle rejoint le parti des Démocrates de gauche à sa création en 1998. Elle est réélue en 2001 à la Chambre des députés, dans la coalition de centre gauche L'Olivier, pour la circonscription Latium 1, 14 Roma-Ardeatino.
Marcella Lucidi exerce des responsabilités nationales pour les politiques de l'enfance, puis pour la sécurité. Elle participe à la commission de la Justice, dont elle devient secrétaire. Elle participe au deuxième gouvernement Prodi, comme sous-secrétaire d'État, chargée de l'immigration, de mai 2006 à mai 2008,.
Elle est rapporteuse de la commission du Parti démocrate chargée d'élaborer le code de déontologie.